# 廉希憲

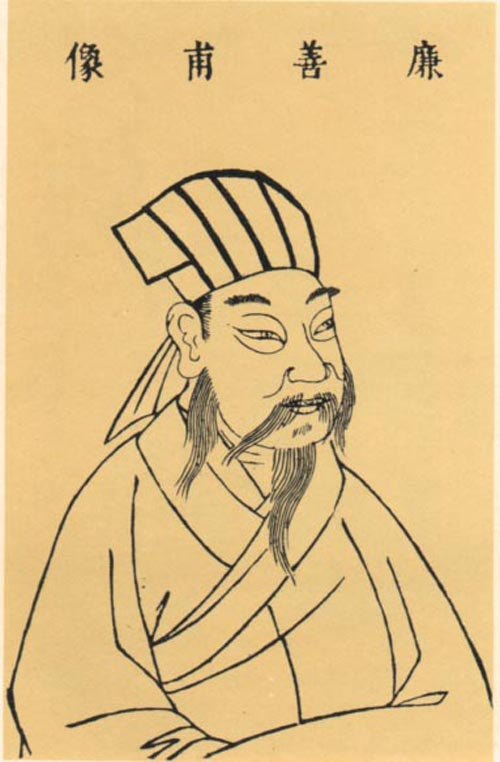
廉希憲

廉希憲（1231年6月26日—1280年12月12日）元朝大臣，字善甫，又名忻都，廉访使、魏国公布鲁海牙之子，因官改姓廉氏，畏兀儿人。因精通经史及儒书，人称廉孟子。
窝阔台初年，布鲁海牙任燕南诸路廉访使，于是以官为氏，子孙汉姓为廉。十九岁，入侍忽必烈，因他“笃好经史，手不释卷”，深得忽必烈器重。从忽必烈征云南大理国。元憲宗四年（1254年），任京兆宣抚使，问民疾苦，兴办学校，恢复儒籍。元憲宗九年（1259年），随忽必烈攻宋鄂州，运筹参谋军机。闻宪宗死讯，建议北返争夺统治权，助忽必烈取得帝位。又出镇关中，任京兆、四川道宣抚使，平定刘太平之叛,打败部分蒙古贵族发动的叛乱，改任中书右丞，行秦蜀省事，对抗阿里不哥部将浑都海有功，中统二年（1261年），致书南宋四川制置使，使他不敢轻动；接受泸州宋朝将领刘整的投降。中统三年（1262年），官至中书平章政事，振举纲纪，汰逐冗官，兴利除弊，制定贵族迁转法。至元七年（1270年），当面得罪忽必烈，被罢职。至元十一年（1274年），复为北京行省平章政事。至元十二年（1275年），廉希憲随元军南下，平章荆南行省，安抚荆州江陵。任职三年，大力整顿社会秩序，通商贩，兵民得安。至元十四年（1277年），因病召还回京，辅佐太子真金。江陵民众为他画像建祠。
至元十七年十一月十九日（1280年12月12日），廉希憲在上都病故。大德八年（1304年），追封魏国公，谥文正。加贈推忠佐理翊運功臣、太師、開府儀同三司、上柱國、恆陽王，諡如故，安葬地相传为今魏公村。
廉希憲六子：廉孚，佥辽阳等处行中书事；廉恪，台州路总管；廉恂，中书平章政事、集贤大学士；廉忱，邵武路总管；廉恒，御史中丞；廉惇，江西等处行中书省参知政事、陕西行省左丞。从弟廉希贤。

## 延伸阅读
[在维基数据编辑]
 《元史/卷126》，出自宋濂《元史》
 《新元史/卷155》，出自柯劭忞《新元史》
 在维基共享资源阅览影像